# Gottfried John

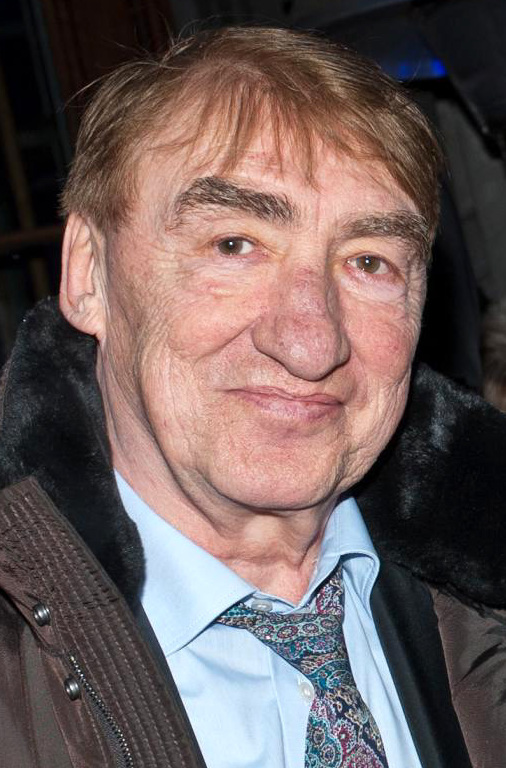
Gottfried John, 2012

Gottfried John (* 29. August 1942 in Berlin; † 1. September 2014 in Utting am Ammersee) war ein deutscher Schauspieler, Synchronsprecher, Hörspielsprecher und Autor.
Seine Schauspielkarriere in Theater, Film und Fernsehen erstreckte sich von den 1960er-Jahren bis 2013 und umfasste über 100 Film- und Fernsehproduktionen. Bedeutend war seine Rolle als Kleinganove Reinhold Hoffmann in Rainer Werner Fassbinders 14-teiliger Alfred-Döblin-Verfilmung Berlin Alexanderplatz. International bekannt wurde John 1995 als General Ourumov in dem James-Bond-Film GoldenEye.

## Leben

### Herkunft und Ausbildung
Gottfried John wurde als unehelicher Sohn des Ingenieurs Gottfried Riettel und der Fremdsprachenkorrespondentin und Sekretärin Ruth John in Berlin geboren. Seinen bereits verheirateten Vater, der eine Berliner Mineralölgesellschaft leitete, lernte John nie kennen. Mit seiner Mutter wurde er während des Zweiten Weltkrieges nach Ostpreußen evakuiert. Nach Kriegsende zogen beide durch verschiedene Städte, bis seiner Mutter das Sorgerecht entzogen wurde. Anschließend wuchs John bis zu seinem 15. Lebensjahr in verschiedenen Heimen auf. In einem Heim brach er sich auch die Nase, was sein Gesicht unverwechselbar machte. Danach lebte er bis 1960 mit seiner Mutter in Paris, wo er sein Geld als Straßenmaler und auf dem Bau verdiente. 1962 ging John schließlich nach Berlin, wo er – am Max-Reinhardt-Seminar abgelehnt – Schauspielunterricht bei Marlise Ludwig nahm.

### Theater
Sein Bühnendebüt gab John am Schillertheater. 1963 spielte er an der Landesbühne Hannover, 1965 am Theater Krefeld, danach in Heidelberg. Im August 2006 spielte er in Bertolt Brechts Dreigroschenoper im Berliner Admiralspalast die Rolle des Jonathan Jeremiah Peachum in einer Inszenierung von Klaus Maria Brandauer.

### Film, Fernsehen und Synchron
1960 debütierte John in einer kleinen Rolle als Telefonist in Claude Autant-Laras Die Nacht der Liebenden, bevor er 1971 von Regisseur Volker Vogeler mit der Titelrolle in dem Filmdrama Jaider – der einsame Jäger betraut wurde. Später arbeitete er für mehrere Film- und Fernsehproduktionen sowie mehrere Theaterinszenierungen mit Rainer Werner Fassbinder zusammen, wo er u. a. 1980 den Kleinganoven Reinhold Hoffmann in der 14-teiligen Alfred-Döblin-Verfilmung Berlin Alexanderplatz gab.
1985 wurde John von Xaver Schwarzenberger und Otto Waalkes als Gangster Sonnemann in der Filmkomödie Otto – Der Film, dem bis heute dritterfolgreichsten deutschen Kinofilm seit Beginn der Zuschauerzahlenerfassung 1968, besetzt. Der internationale Durchbruch kam für ihn 1995 an der Seite von Pierce Brosnan als General Ourumov in dem James-Bond-Film GoldenEye. Ein Jahr später spielte er unter der Regie von Volker Schlöndorff in Der Unhold, nach einem Roman von Michel Tournier mit John Malkovich in der Titelrolle. 2000 war er in Lebenszeichen – Proof of Life neben Meg Ryan und Russell Crowe zu sehen. Für seine Rolle als Julius Caesar in Asterix und Obelix gegen Caesar, dem ersten Realfilm der Comicreihe Asterix, wurde er ebenfalls im Jahr 2000 als bester Nebendarsteller mit dem Bayerischen Filmpreis ausgezeichnet.

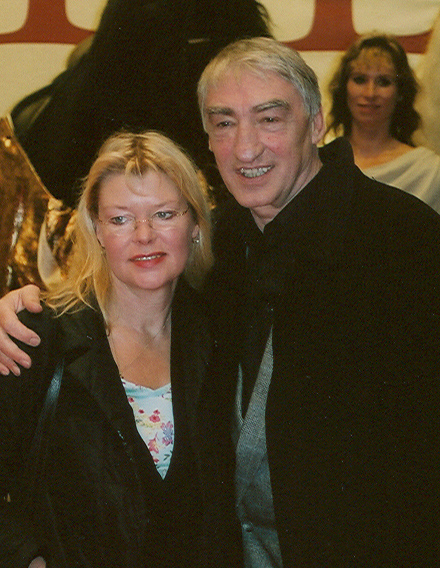
Gottfried John mit seiner Ehefrau, 2004

2006 spielte er in Miguel Alexandres Fernsehzweiteiler Störtebeker an der Seite von Ken Duken die Rolle des Konrad von Wallenrode. In dem von Ulrich König inszenierten Märchenfilm Rumpelstilzchen aus der Filmreihe Sechs auf einen Streich übernahm John 2009 die Rolle des goldgierigen Königs. Dani Levy besetzte ihn 2010 in seinem Filmdrama Das Leben ist zu lang als alternden Filmstar Georg Maria Stahl. In der Romanverfilmung Rubinrot aus der Buchreihe Liebe geht durch alle Zeiten von Kerstin Gier hatte er 2013 als Dr. White seine letzte Rolle auf der Kinoleinwand vor seinem Tod im September 2014.
John war neben seinen Arbeiten auf der Bühne und vor der Kamera auch als Synchronsprecher tätig. Dem US-amerikanischen Schauspieler Dustin Hoffman lieh er 2008 in der DreamWorks-Animations-Actionkomödie Kung Fu Panda sowie in der Fortsetzung Kung Fu Panda 2 (2011) die Stimme der Figur des Meister Shifu.

### Autorentätigkeit und Privates
2000 erschien unter dem Titel Bekenntnisse eines Unerzogenen im Econ Verlag eine Autobiografie Gottfried Johns. 2003 veröffentlichte er als Autor mit Das fünfte Wort einen selbstgeschriebenen Roman im Ullstein Verlag.
Nachdem John seinen Wohnsitz zwölf Jahre lang in dem belgischen Grenzort Kelmis gehabt hatte, lebte er ab 2008 mit seiner Ehefrau Brigitte in Utting am Ammersee, unweit von München. Dort starb Gottfried John am 1. September 2014 im Alter von 72 Jahren an den Folgen einer Krebserkrankung. Das Grab befindet sich auf dem Friedhof seines letzten Wohnortes.

## Filmografie

### Kinofilme
- 1960: Die Nacht der Liebenden
- 1962: Café Oriental
- 1962: Das Mädchen und der Staatsanwalt
- 1971: Jaider – der einsame Jäger
- 1975: Mutter Küsters’ Fahrt zum Himmel
- 1977: Und Rosa und Marilyn und …
- 1977: Die Bibel – Abraham
- 1978: Despair – Eine Reise ins Licht
- 1978: Fedora
- 1978: Ich hab’ dich lieb
- 1978: In einem Jahr mit 13 Monden
- 1979: Die Ehe der Maria Braun
- 1980: Lili Marleen
- 1983: Ente oder Trente
- 1984: Super
- 1984: Die Mitläufer
- 1984: Chinese Boxes
- 1985: Mata Hari
- 1985: Otto – Der Film
- 1988: Schön war die Zeit
- 1990: Der Sommer des Schakals (Death Has a Bad Reputation)
- 1990: Hotel zur Unsterblichkeit (Wings of Fame)
- 1992: Die Verfehlung
- 1992: Die Zeit danach
- 1993: Novalis – Die blaue Blume
- 1995: James Bond 007 – GoldenEye
- 1996: Der Unhold (The Ogre)
- 1998: Bin ich schön?
- 1999: Asterix und Obelix gegen Caesar
- 2000: Lebenszeichen – Proof of Life (Proof of Life)
- 2002: Nancy & Frank – A Manhattan Love Story
- 2003: Sams in Gefahr
- 2003: Im Visier des Bösen (Entrusted)
- 2004: Nullachtfuffzehn
- 2005: The Piano Tuner of Earthquakes
- 2007: Die Flut – Wenn das Meer die Städte verschlingt (Flood)
- 2009: John Rabe
- 2009: Operation Schwarze Blumen (Flores Negras)
- 2010: Das Leben ist zu lang
- 2013: Rubinrot

### Fernsehfilme
- 1971: Carlos
- 1973: Welt am Draht (Zweiteiler)
- 1977: Bolwieser (Zweiteiler)
- 1977: Edwards Film
- 1978: Marija
- 1978: 1982: Gutenbach
- 1978: Wo die Liebe hinfällt
- 1979: Die große Flatter (Dreiteiler)
- 1979: Theodor Chindler (Achtteiler)
- 1979: Die Ratten
- 1980: Berlin Alexanderplatz (Mehrteiler)
- 1980: Reiseabrechnung
- 1983: Die Matrosen von Kronstadt
- 1985: Bartholomé oder die Rückkehr der weißen Götter
- 1985: Die Schwärmer
- 1985: Verworrene Bilanzen
- 1986: Pattbergs Erbe
- 1986: Bluterbe (Of Pure Blood)
- 1986: Das Gehirn zu Pferde
- 1986: Franza
- 1988: Blue Blood. Leben und Sterben in der Society
- 1990: Night of the Fox
- 1990: Drehort Pfarrhaus (Dreiteiler)
- 1990: Allein gegen die Mafia (Fünfteiler)
- 1991: Elfenbein
- 1991: Ich schenk dir die Sterne
- 1991: Pakt mit dem Tod (Colpo di Coda)
- 1993: Das Sahara-Projekt (Dreiteiler)
- 1994: Die Bibel – Abraham
- 1994: Baldipata
- 1994: Beckmann und Markowski: Tödliches Netz (Zweiteiler)
- 1994: Die Falle
- 1995: Ein letzter Wille
- 1995: Brüder auf Leben und Tod
- 1996: Bedrohliche Schatten
- 1996: Beckmann und Markowski: Im Zwiespalt der Gefühle
- 1998: Mein zweites Leben
- 1998: Die Fremde in meiner Brust
- 1998: Glatteis
- 1999: Balzac – Ein Leben voller Leidenschaft
- 1999: Beckmann und Markowski: Gehetzt
- 2000: Teuflischer Engel
- 2000: Maria Magdalena (Maria Maddalena)
- 2002: Churchill – The Gathering Storm (The Gathering Storm)
- 2002: Der Solist – In eigener Sache
- 2003: Augustus – Mein Vater der Kaiser (Imperium: Augustus)
- 2004: Julie – Agentin des Königs (Julie, chevalier de Maupin)
- 2004: Die schöne Braut in Schwarz
- 2004: Renzo e Lucia
- 2006: Störtebeker (Zweiteiler)
- 2007: Das zweite Leben
- 2008: Das Papst-Attentat
- 2009: Rumpelstilzchen
- 2010: Aghet – Ein Völkermord (Dokumentation)
- 2011: Liebe und Tod auf Java (Zweiteiler)
- 2012: Die Löwin

### Fernsehserien und -reihen
- 1972: Acht Stunden sind kein Tag (5 Folgen)
- 1975: Der Kommissar (Folge Der Held des Tages)
- 1976: Derrick (Folge Das Superding)
- 1976: Jörg Preda berichtet (2 Folgen)
- 1985: Ein Fall für zwei (Folge Fluchtgeld)
- 1989: Ein Fall für zwei (Folge Seitensprung)
- 1993: Space Rangers (6 Folgen)
- 1994: Polizeiruf 110: Arme Schweine
- 1994: Wolffs Revier (Folge Taekwondo)
- 1995: Tatort: Der König kehrt zurück
- 2002: Die Cleveren (Folge Arzt und Dämon)
- 2004: Donna Leon – Acqua Alta

### Synchronrollen (Auswahl)
- 2008: Kung Fu Panda als Meister Shifu für Dustin Hoffman
- 2011: Kung Fu Panda 2 als Meister Shifu für Dustin Hoffman

## Hörspiele (Auswahl)
Quelle: ARD-Hörspieldatenbank – Die Hörspiele sind chronologisch nach der Erstsendung aufgelistet.
- 1969: Horst Zahlten: Hotel Auferstehung (Beppo) – Regie: Andreas Weber-Schäfer (SDR) – Erstsendung: 12. Mai 1969
- 1969: Isaac Asimov: Wie war das mit dem Klapperstorch ? (Botax) – Regie: Andreas Weber-Schäfer (SDR) – Erstsendung: 7. Juli 1969
- 1969: Hermann Ebeling: Der Konzern (Paul Barnett) – Regie: Andreas Weber-Schäfer (SDR) – Erstsendung: 29. Sep. 1969
- 1969: Matija Bećković, Dušan Radović: Che – Eine Tragödie, die andauert – Regie: Hans Neuenfels (SDR/BR/WDR) – Erstsendung: 5. Nov.1969
- 1970: Ardrey Marshall: Gehirn Nr. 45 (Carl Schiecke) – Regie: Andreas Weber-Schäfer (SDR) – Erstsendung: 19. Jan. 1970
- 1970: Poul Anderson: Der Märtyrer (Capitain Kerentji) – Regie: Andreas Weber-Schäfer (SDR) – Erstsendung: 13. Apr. 1970
- 1970: Howard Fast: Der Fall Kovac (Wessel) – Regie: Andreas Weber-Schäfer (SDR) – Erstsendung: 23. Nov. 1970
- 1971: Horst Zahlten: Zeus und Genossen (Prometheus) – Regie: Andreas Weber-Schäfer (SDR) – Erstsendung: 15. Feb. 1971
- 1971: Axel Plogstedt: Der feige Soldat – Regie: Otto Düben (SDR) – Erstsendung: 19. Dez. 1971
- 1972: Werner Kließ: Der babylonische Turm (Jegor Sievers) – Regie: Andreas Weber-Schäfer (SDR) – Erstsendung: 3. Jan. 1972
- 1973: Michael Judge: Fünf Faden tief (Tod) – Regie: Heiner Schmidt (SDR) – Erstsendung: 19. Mär. 1973
- 1973: Horst Zahlten: Der Unentbehrliche (Jürgen Penzoldt) – Regie: Andreas Weber-Schäfer (SDR) – Erstsendung: 18. Juni 1973, 57:28 Min.
- 1973: Anna Zepf: Pferde – 1. Teil (Otmar) – Regie: Hans-Ulrich Minke (RIAS Berlin) – Erstsendung: 14. Jan. 1974, 84:21 Min.
- 1973: Anna Zepf: Pferde – 2. Teil (Otmar) – Regie: Hans-Ulrich Minke (RIAS Berlin) – Erstsendung: 15. Jan. 1974, 85:20 Min.
- 1973: Anna Zepf: Pferde – 3. Teil (Otmar) – Regie: Hans-Ulrich Minke (RIAS Berlin) – Erstsendung: 16. Jan. 1974, 86:20 Min.
- 1974: Ron Goulart: Endstation (Simulator) – Regie: Andreas Weber-Schäfer (SDR) – Erstsendung: 2. Dez. 1974, 52:55 Min.
- 1975: Ray Bradbury: Der Mörder – Regie: Hans-Ulrich Minke, Ruth Hofmann, Gerd Bazin (RIAS Berlin/HR) – Erstsendung: 20. Feb. 1975, 43:31 Min.
- 1975: Ireneusz Iredyński: Hörspiele von Ireneusz Iredynski – Der Stumme – Das Fenster (Sprecher in „Der Stumme“) – Regie: Hans-Ulrich Minke, Dietrich Auerbach (RIAS Berlin) – Erstsendung: 8. Mär. 1975, 53:58 Min.
- 1975: Winfried Göpfert: Am Ende der Zukunft – Vorsicht: Sackgasse (Oberst Crimson) – Regie: Andreas Weber-Schäfer (SDR) – Erstsendung: 24. Mär. 1975, 39:35 Min.
- 1976: Brigitte Reimann: Franziska Linkerhand (Ben, Kippenfahrer) – Regie: Ulrich Gerhardt (BR / RIAS Berlin) – Erstsendung: 17. Juni 1976, 111:39 Min.
- 1976: Ilja Warschawskij: Die Hysteresis-Schleife (Judas) – Regie: Andreas Weber-Schäfer (SDR) – Erstsendung: 30. Juni 1976, 58:25 Min.
- 1976: Werner Thal: Auf den Hund gekommen (Georg) – Regie: Werner Thal (BR/SFB) – Erstsendung: 16. Juli 1976, 63:15 Min.
- 1976: Peter O. Chotjewitz: Jelka – 1. Folge: Liebe ist kein Entschuldigungsgrund (Freddy Kopton) – Regie: Bernd Lau (SWF) – Erstsendung: 2. Jan. 1977, 17:35 Min.
- 1977: Bernhard Pfletschinger: Sperre Eins (Thomas Bretzenbach) – Regie: Ulrich Gerhardt (HR/WDR) – Erstsendung: 14. Mär. 1977, 84:25 Min.
- 1977: Heinar Kipphardt: März – ein Künstlerleben (Dr. Kofler) – Regie: Ulrich Gerhardt (BR) – Erstsendung: 12. Sep. 1977, 116:05 Min.
- 1978: Bernd Lau: Wolfgang oder Im Dschungel ist alles viel klarer – 1. Teil (Wolfgang) – Regie: Bernd Lau (SWF/WDR) – Erstsendung: 24. Jan. 1978, 58:16 Min.
- 1978: Bernd Lau: Wolfgang oder Im Dschungel ist alles viel klarer – 2. Teil (Wolfgang) – Regie: Bernd Lau (SWF/WDR) – Erstsendung: 31. Jan. 1978, 59:13 Min.
- 1978: Liesl Ujvary, Bodo Hell: Kopf an Kopf (Er) – Regie: Hans Rosenhauer (NDR) – Erstsendung: 1. Apr. 1978, 27:49 Min.
- 1978: Hans Peter Preßmar: Tödliche Dosis für Millionen (Brospier) – Regie: Andreas Weber-Schäfer (SDR) – Erstsendung: 17. Apr. 1978, 58:55 Min.
- 1978: Jean Bolinder: Waterloo – 1. Teil (Fredrik Wikström) – Regie: Bernd Lau (SWF) – Erstsendung: 29. Aug. 1978, 39:20 Min.
- 1978: Jean Bolinder: Waterloo – 2. Teil (Fredrik Wikström) – Regie: Bernd Lau (SWF) – Erstsendung: 5. Sep. 1978, 38:40 Min.
- 1978: Jean Bolinder: Waterloo – 3. Teil (Fredrik Wikström) – Regie: Bernd Lau (SWF) – Erstsendung: 12. Sep. 1978, 41:45 Min.
- 1978: Jean Bolinder: Waterloo – 4. Teil (Fredrik Wikström) – Regie: Bernd Lau (SWF) – Erstsendung: 19. Sep. 1978, 31:05 Min.
- 1978: Trevanian: Der Experte – Kunst und Kanone: die zwiefachen Fähigkeiten des Dr. Joanthan Hemlock (Dr. Jonathan Hemlock) – Regie: Friedrich Scholz (RIAS Berlin) – Erstsendung: 5. Feb. 1979, 119:26 Min.
- 1979: Paul van der Hurk: Kriminaldokumentation … – 2. Folge: An der Grenze des Sichtbaren: Das Mikroskop im Dienste der Kriminalistik (Thorne) – Regie: Peter M. Preissler (BR) – Erstsendung: 6. Mär. 1979
- 1979: Ulrich Horstmann: Die Bunkermann-Kassette (Häuptling) – Regie: Bernd Lau (BR) – Erstsendung: 6. Apr. 1979, 43:05 Min.
- 1979: Rodney David Wingfield: Pechvögel (Eastwood) – Regie: Willy Purucker (BR) – Erstsendung: 19. Juli 1979, 56:30 Min.
- 1979: Horst Schlötelburg: Roman (Autor) – Regie: Alexander Malachovsky (BR) – Erstsendung: 29. Aug. 1979, 5:20 Min.
- 1979: Marcel Pagnol: Manon von den Quellen (Ugolin) – Regie: Wolf Euba (BR) – Erstsendung: 24. Sep. 1979, 87:15 Min.
- 1979: Helmuth M. Backhaus: Der Fall Dr. Crippen (Flash) – Regie: Alexander Malachovsky (BR) – Erstsendung: 29. Nov. 1979, 51:20 Min.
- 1979: Erasmus Schöfer: Drei Nächte – Regie: Hans-Ulrich Minke (RIAS Berlin) – Erstsendung: 1. Mär. 1980, 39:15 Min.
- 1981: Isaac Asimov: Roboter Q T 1 (Cutie) – Regie: Andreas Weber-Schäfer (SDR) – Erstsendung: 16. Mär. 1981, 54:30 Min.
- 1984: Ludwig Fels: Heldenleben (Rall) – Regie: Hans Gerd Krogmann (SDR/HR) – Erstsendung: 17. Jan. 1985, 56:25 Min.
- 1985: Fritz Rudolf Fries: Wie rund ist die Welt, fragt die Köchin Amalia (Magellan, der Weltumsegler) – Regie: Otto Düben (SDR/NDR) – Erstsendung: 21. Apr. 1985, 39:10 Min.
- 1986: Martin Walser: Ein fliehendes Pferd (Klaus Buch) – Regie: Martin Walser (BR/SDR/SR) – Erstsendung: 17. Mär. 1986, 80:30 Min.
- 1986: Arkadi und Boris Strugazki: Ein Käfer im Ameisenhaufen (Lew Abalkin) – Regie: Bernd Lau (BR/HR) – Erstsendung: 16. Mai 1986, 87:10 Min.
- 1988: Gert Loschütz: Ballade vom Tag, der nicht vorüber ist (Der Mann) – Regie: Norbert Schaeffer (SDR/NDR/WDR) – Erstsendung: 19. Mai 1988, 53:30 Min.
- 1988: Volker Erbes: Penelope (Oddy) – Regie: Norbert Schaeffer (RB/SR/SWF) – Erstsendung: 24. Mai 1988, 71:18 Min.
- 1988: Sebastian Goy: Mondbassin (Sebastian) – Regie: Heinz Hostnig (SFB/NDR) – Erstsendung: 4. Apr. 1989, 45:10 Min.
- 1990: Edwin Ortmann: Das Ohr auf dem Tisch (Paul Gauguin) – Regie: Hans Gerd Krogmann (SDR/BR/NDR) – Erstsendung: 19. Juli 1990, 93:42 Min.
- 1990: Patricia Highsmith: Ripley’s Game – 1. Teil (Reeves Minot alias Stephen Wister) – Regie: Ferdinand Ludwig (HR/SWF/NDR) – Erstsendung: 3. Sep. 1990, 56:49 Min.
- 1990: Patricia Highsmith: Ripley’s Game – 2. Teil (Reeves Minot alias Stephen Wister) – Regie: Ferdinand Ludwig (HR/SWF/NDR) – Erstsendung: 10. Sep. 1990, 57:16 Min.
- 1990: Christoph Buggert: Deutschlandbesuch (Er) – Regie: Norbert Schaeffer (WDR/SWF) – Erstsendung: 16. Sep. 1990, 47:11 Min.
- 1990: Susanne Klippel: Ein ziemlich milder Winter (Der Fremde, der über die Grenze gekommen ist) – Regie: Susanne Klippel (NDR/BR) – Erstsendung: 8. Dez. 1990, 33:33 Min.
- 1991: SAID: Kein Ort für zwei – Regie: Irene Schuck (SFB) – Erstsendung: 7. Feb. 1992, 25:30 Min.
- 1992: Heinz Hostnig: Ort der Stimmen (Konquistador) – Regie: Heinz Hostnig (BR/NDR) – Erstsendung: 15. Mai 1992, 83:10 Min.
- 1992: Eric Ambler: Nachruf auf einen Spion – 1. Teil: Der Staatenlose (Emil Schimler) – Regie: Walter Adler (WDR) – Erstsendung: 16. Mai 1992, 54:40 Min.
- 1992: Eric Ambler: Nachruf auf einen Spion – 2. Teil: Das Gute und das Böse (Emil Schimler) – Regie: Walter Adler (WDR) – Erstsendung: 23. Mai 1992, 54:45 Min.
- 1992: Eric Ambler: Nachruf auf einen Spion – 3. Teil: Schlangen, Wölfe und Ratten (Emil Schimler) – Regie: Walter Adler (WDR) – Erstsendung: 30. Mai 1992, 54:35 Min.
- 1992: Tony Fennelly: Mord auf der Klappe – 1. Teil (Frank Washington) – Regie: Corinne Frottier (NDR) – Erstsendung: 5. Mär. 1993, 59:47 Min.
- 1992: Tony Fennelly: Mord auf der Klappe – 2. Teil (Frank Washington) – Regie: Corinne Frottier (NDR) – Erstsendung: 12. Mär. 1993, 59:28 Min.
- 1994: Robert Littell: Moskau, mon amour – 1. Teil (Vadim) – Regie: Barbara Plensat (BR) – Erstsendung: 10. Nov. 1994, 52:30 Min.
- 1994: Robert Littell: Moskau, mon amour – 2. Teil (Vadim) – Regie: Barbara Plensat (BR) – Erstsendung: 17. Nov. 1994, 53:13 Min.
- 1994: Margaret Millar: Lauschende Wände – 1. Teil (Rupert) – Regie: Walter Adler (NDR) – Erstsendung: 7. Jan. 1995, 46:50 Min.
- 1994: Margaret Millar: Lauschende Wände – 2. Teil (Rupert) – Regie: Walter Adler (NDR) – Erstsendung: 14. Jan. 1995, 46:28 Min.
- 1995: Bram Stoker: Dracula – 2. Teil (Van Helsing) – Regie: Annette Kurth (WDR) – Erstsendung: 27. Sep. 1995, 51:08 Min.
- 1995: Bram Stoker: Dracula – 3. Teil (Van Helsing) – Regie: Annette Kurth (WDR) – Erstsendung: 4. Okt. 1995, 56:49 Min.
- 1999: Manuel Vázquez Montalbán: Das Quartett (Senor Ventós) – Regie: Matthias Kunkel (WDR) – Erstsendung: 30. Okt. 1999, 54:30 Min.
- 2001: William S. Burroughs: Last Words – Regie: Ulrike Haage, Barbara Schäfer (BR) – Erstsendung: 28. Sep. 2001, 67:42 Min.
- 2001: Cormac McCarthy: Draußen im Dunkel – 2. Teil: Nur Schatten (Der Bärtige) – Regie: Walter Adler (WDR) – Erstsendung: 29. Okt. 2001, 54:30 Min.
- 2003: Ludwig Fels: Lappen hoch! (Der Schauspieler) – Regie: Annette Kurth (WDR) – Erstsendung: 15. Jan. 2003, 30:21 Min.
- 2003: Peter Mohr: Außer Rufweite (Manfred Langguth) – Regie: Christoph Pragua (WDR) – Erstsendung: 1. Mai 2003, 59:46 Min.
- 2003: Jules Verne: Zwanzigtausend Meilen unter den Meeren – 1. Teil der Dolby Surround-Fassung (Professor Aronnax) – Regie: Walter Adler (MDR/RB) – Erstsendung: nicht bekannt
- 2003: Jules Verne: Zwanzigtausend Meilen unter den Meeren – 2. Teil der Dolby Surround-Fassung (Professor Aronnax) – Regie: Walter Adler (MDR/RB) – Erstsendung: nicht bekannt
- 2003: Oleg Presnjakow, Wladimir Presnjakow: Europa – Asien (Erzähler) – Regie: Wolfgang Rindfleisch (DLR) – Erstsendung: 11. Okt. 2003, 51:00 Min.
- 2003: Jules Verne: Zwanzigtausend Meilen unter den Meeren – 1. Teil der fünfteiligen Fassung (Professor Aronnax) – Regie: Walter Adler (MDR/RB) – Erstsendung: 10. Nov. 2003, 29:01 Min.
- 2003: Jules Verne: Zwanzigtausend Meilen unter den Meeren – 2. Teil der fünfteiligen Fassung (Professor Aronnax) – Regie: Walter Adler (MDR/RB) – Erstsendung: 11. Nov. 2003, 28:58 Min.
- 2003: Jules Verne: Zwanzigtausend Meilen unter den Meeren – 3. Teil der fünfteiligen Fassung (Professor Aronnax) – Regie: Walter Adler (MDR/RB) – Erstsendung: 12. Nov. 2003, 28:49 Min.
- 2003: Jules Verne: Zwanzigtausend Meilen unter den Meeren – 4. Teil der fünfteiligen Fassung (Professor Aronnax) – Regie: Walter Adler (MDR/RB) – Erstsendung: 13. Nov. 2003, 29:00 Min.
- 2003: Jules Verne: Zwanzigtausend Meilen unter den Meeren – 5. Teil der fünfteiligen Fassung (Professor Aronnax) – Regie: Walter Adler (MDR/RB) – Erstsendung: 14. Nov. 2003, 29:01 Min.
- 2003: Jules Verne: Zwanzigtausend Meilen unter den Meeren – 1. Teil der zweiteiligen Fassung (Professor Aronnax) – Regie: Walter Adler (MDR/RB) – Erstsendung: 18. Nov. 2003, 68:26 Min.
- 2003: Jules Verne: Zwanzigtausend Meilen unter den Meeren – 1. Teil der zweiteiligen Fassung (Professor Aronnax) – Regie: Walter Adler (MDR/RB) – Erstsendung: 25. Nov. 2003, 73:22 Min.
- 2005: Karlheinz Koinegg: König Artus und die Ritter der Tafelrunde – 1. Teil: Das Schwert im Stein (Merlin) – Regie: Angeli Backhausen (WDR) – Erstsendung: 4. Okt. 2005, 39:28 Min.
- 2005: Karlheinz Koinegg: König Artus und die Ritter der Tafelrunde – 2. Teil: Der Waldder Wilden Wünsche (Merlin) – Regie: Angeli Backhausen (WDR) – Erstsendung: 11. Okt. 2005, 31:49 Min.
- 2005: Karlheinz Koinegg: König Artus und die Ritter der Tafelrunde – 4. Teil: Der Grüne Ritter (Merlin) – Regie: Angeli Backhausen (WDR) – Erstsendung: 25. Okt. 2005, 33:05 Min.
- 2005: Karlheinz Koinegg: König Artus und die Ritter der Tafelrunde – 5. Teil: Lancelot und Guniver (Merlin) – Regie: Angeli Backhausen (WDR) – Erstsendung: 1. Nov. 2005, 46:30 Min.
- 2005: Karlheinz Koinegg: König Artus und die Ritter der Tafelrunde – 6. Teil: Die drei Grashalme des Königs (Merlin) – Regie: Angeli Backhausen (WDR) – Erstsendung: 8. Nov. 2005, 43:00 Min.

## Hörbücher
- Gottfried John liest: Die toten Seelen von Nikolai Gogol. 2006, ISBN 978-3-7831-2794-2.
- Gottfried John liest: Die Stunden von Michael Cunningham. 2007, ISBN 978-3-86604-759-4.

## Bibliografie
- Gottfried John: Bekenntnisse eines Unerzogenen, Autobiografie, Econ Verlag, Berlin 2000, ISBN 978-3-430-15109-2.
- Gottfried John: Das fünfte Wort, Roman, Ullstein Verlag, Berlin 2003, ISBN 978-3-550-08427-0.

## Auszeichnungen
- 1982: Großer Hersfeld-Preis für die Rolle als Jago in Othello
- 2000: Bayerischer Filmpreis für Asterix & Obelix gegen Caesar (Bester Nebendarsteller)
- 2004: Euregio Filmball Bester Euregio-Schauspieler
- 2006: DIVA-Award in der Kategorie European Award (Hall of Fame)